# Boronia foetida
Boronia foetida är en vinruteväxtart som beskrevs av M. F. Duretto. Boronia foetida ingår i släktet Boronia och familjen vinruteväxter. Inga underarter finns listade i Catalogue of Life.